# 터키항공 1951편 추락 사고
터키항공 1951편 추락 사고(영어: Turkish Airlines Flight 1951)는 2009년 승객 128명과 승무원 7명 등 탑승객 135명을 태우고 튀르키예 이스탄불 아타튀르크 국제공항을 출발, 네덜란드의 수도 암스테르담의 스히폴 국제공항에 도착할 예정이었던 터키항공 소속 비행기가 착륙을 시도한 과정상 추락하여 조종사를 포함한 9명이 숨지고, 20여명의 부상자가 발생한 사건이다.

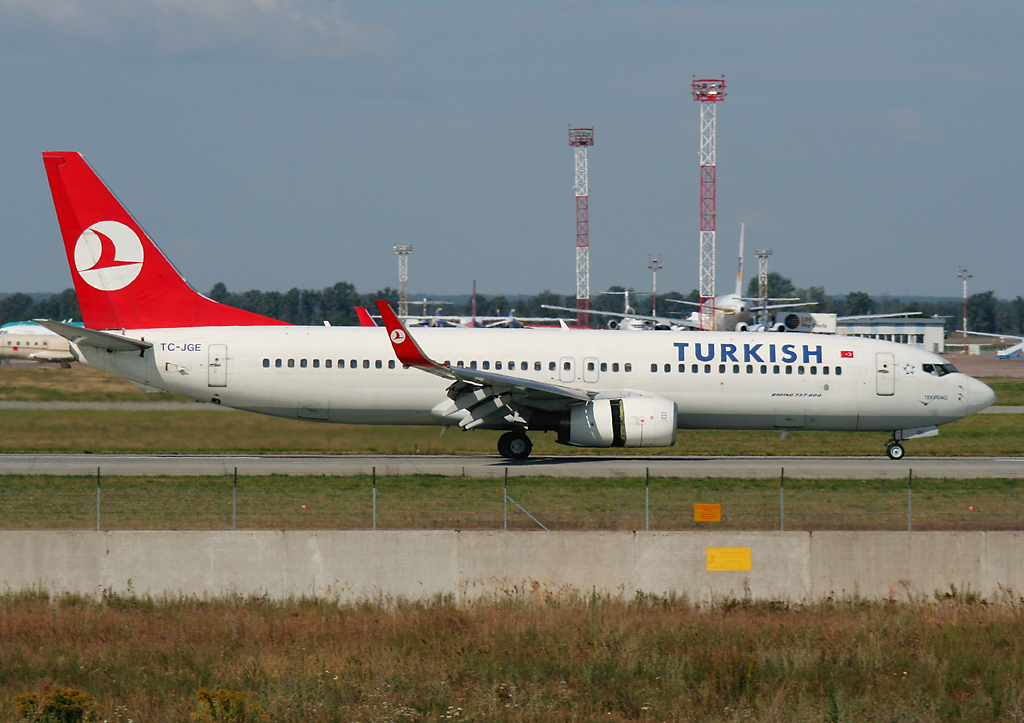
사고 6개월 전, 보리스필 국제공항에서 찍힌 사고기

## 기체 정보
- 기종: 보잉 737-8F2[6]
- 등록번호: TC-JGE[7][8]
- 도입연도: 2002년

## 사건 개요

Seat map

네덜란드 TV에 따르면, 5명이 숨지고 20여명의 부상자가 달하여 사망자수가 더 늘어날 가능성이 있다. 또한 사상자의 인원수가 발견될 수 있다고 언급하는 등 정확한 사망자수는 아직 집계되지 않고 있다. 사고기는 활주로 인근의 들판에 충돌하면서 동체가 세 동강 난 것으로 전해지고 있다. 스키폴 공항의 로브 스테나커 대변인은 여객기가 활주로를 벗어나 지상으로 추락했으며 응급구조대가 출동했으나 아직 언급하지 않았으나, 사고의 원인도 정확하게 밝혀지지 않았다.